# Julián Arredondo
Julián David Arredondo Moreno (Ciudad Bolívar, 30 juli 1988) is een Colombiaans wielrenner die anno 2017 rijdt voor Nippo-Vini Fantini. In 2013 won hij de Ronde van Langkawi door Pieter Weening in het algemeen klassement voor te blijven. Arredondo bekroonde zijn debuut in een grote ronde met het winnen van het bergklassement in de Ronde van Italië 2014. Hij maakte tijdens deze wedstrijd indruk door zijn aanvallende koerswijze die hem ook een ritzege opleverde. Hij won de achttiende etappe van Belluno naar de aankomst bergop in Rifugio Panarotta (Valsugana). 

## Palmares

### Overwinningen
2006
 Colombiaans kampioen op de weg, Junioren
2010
GP Folignano
2012
3e etappe Ronde van Japan
2013
5e etappe Ronde van Langkawi
Eindklassement Ronde van Langkawi
2e etappe Ronde van Kumano
Eindklassement Ronde van Kumano
UCI Asia Tour
2014
2e en 6e etappe Ronde van San Luis
18e etappe Ronde van Italië
 Bergklassement Ronde van Italië

### Resultaten in voornaamste wedstrijden
| Jaar | Ronde van Italië | Ronde van Frankrijk | Ronde van Spanje |
| ---- | ---------------- | ------------------- | ---------------- |
| 2014 | 61e (1)          |                     | opgave           |
| 2015 |                  | 124e                |                  |
| 2016 |                  |                     |                  |

| Jaar | Milaan-San Remo | Amstel Gold Race | Luik-Bast.‑Luik | Ronde van Lombardije | Waalse Pijl |  | WK op de weg |  | Wereldranglijsten |
| ---- | --------------- | ---------------- | --------------- | -------------------- | ----------- |  | ------------ |  | ----------------- |
| 2014 |                 |                  | 25e             | opgave               | 11e         |  | opgave       |  | 53e (UWT)         |
| 2015 | 64e             | 100e             | opgave          | opgave               | opgave      |  |              |  | 180e (UWT)        |
| 2016 |                 |                  |                 |                      |             |  |              |  |                   |

### Resultaten in kleinere rondes
| Jaar | Tour Down Under | Tirreno-Adriatico | Ronde van Catalonië | Ronde van het Baskenland | Ronde van Romandië | Ronde van Zwitserland | Ronde van Polen | Ronde van Peking |
| ---- | --------------- | ----------------- | ------------------- | ------------------------ | ------------------ | --------------------- | --------------- | ---------------- |
| 2014 |                 | 5e                | opgave              |                          |                    |                       | 76e             | 7e               |
| 2015 |                 | 49e               |                     | 69e                      |                    | 34e                   |                 |                  |
| 2016 | 80e             |                   | opgave              |                          | opgave             |                       |                 |                  |
| 2017 |                 | opgave            |                     |                          |                    |                       |                 |                  |

## Ploegen
- 2012 –  Team Nippo (vanaf 10-3)
- 2013 –  Team Nippo-De Rosa
- 2014 –  Trek Factory Racing
- 2015 –  Trek Factory Racing
- 2016 –  Trek-Segafredo
- 2017 –  Nippo-Vini Fantini

Alafaci · Arredondo · Beppu · Busche · Cancellara · Devolder · Didier · Felline · Hondo · Irizar · Jungels · Kišerlovski · Nizzolo · Popovytsj · B. van Poppel · D. van Poppel · Rast · Roulston · A. Schleck · F. Schleck · Sergent · Silvestre · Stuyven · Vandewalle · Voigt · Watson · Zoidl · Zubeldia · Chevrier (stagiair) · Eastman (stagiair) · Kirsch (stagiair)
Alafaci · Arredondo · Beppu · Busche · Cancellara · Coledan · Devolder · Didier · Felline · Irizar · Jungels · McConnell · Mollema · Nizzolo · Popovytsj · B.van Poppel · D.van Poppel · Rast · Roulston · Schleck · Sergent · Silvestre · Steegmans · Stuyven · Vandewalle · Watson · Zoidl · Zubeldia · Basso (stagiair) · Bernard (stagiair) · Rekita (stagiair)
Alafaci · Arredondo · Beppu · Bernard · Bobridge · Bonifazio · Cancellara   · Coledan · Devolder · Didier · Felline · Hesjedal · Irizar · Mollema · Nizzolo · Popovytsj · van Poppel · Rast · Reijnen · Schleck · Stetina · Stuyven · Theuns · Zoidl · Zubeldia · Allegaert (stagiair) · Mosca (stagiair)
Arredondo · Bagioli · Berlato · Bisolti · Canola · Cunego · De Negri · Filosi · Grosu · Ito · Kobayashi · Koishi · Kuboki · Marangoni · Marini · Nakane · Santaromita · Stacchiotti · Uchima · Bou (stagiair) · Cima (stagiair) · Nishimura (stagiair)